# Møllegårdsmarken

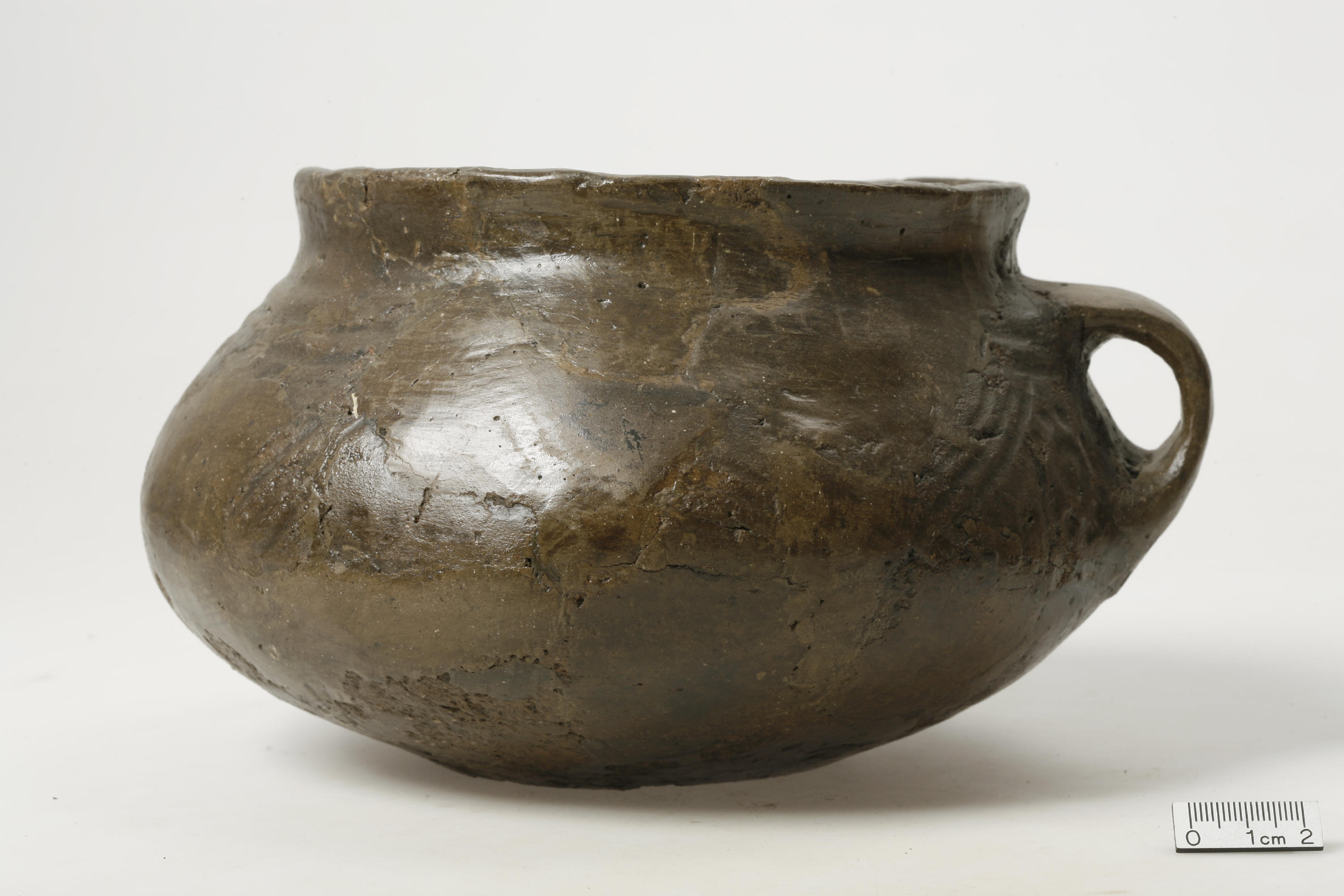
Gefäßfund

Møllegårdsmarken ist ein eisenzeitliches Gräberfeld zwischen Gudme und Gammel Lundeborg im Südosten von Fünen in Dänemark.
Das mit 2.270 Gräbern aus dem ersten Jahrhundert v. Chr. bis kurz nach 400 n. Chr. größte Gräberfeld Dänemarks wurde zwischen 1875 und 1881 von Frederik Sehested (1813–1882) ausgegraben, was von 1959 bis 1966 und von 1988 bis 1993 fortgesetzt wurde. Es sind überwiegend Brandgräber gefunden worden. Das Brandschüttungsgrab 2118 gehört wegen des Messers und der Lanzenspitze zu der geringen Zahl dänischer „Waffengräber“ die im zwischen dem späten zweiten bis zum späten vierten Jahrhundert n. Chr. vorkommen. Das Messer trägt eine Runeninschrift. Das Totenhaus von Møllegårdsmarken ist 1991 im Gräberfeld gefunden worden. Møllegårdsmarken hat die größte Anzahl von Funden römischer Importe an einem Ort im Norden.
Östlich von Møllegårdsmarken, im Nyhaveskove (Wald), liegen zwei Ganggräber von denen eines 1875 von N. F. B. Sehested (1813–1882) ausgegraben und beschrieben wurde. Es hat einen beinahe perfekten oktogonalen Grundriss und ist ein Zwischenglied zwischen einem Polygonaldolmen und einem Ganggrab, als das es in die Literatur eingegangen ist.